# Ju 388 (航空機)
ユンカース Ju 388
アメリカ軍に鹵獲されたJu 388
- 用途：爆撃機
- 製造者：ユンカース社
- 運用者： ドイツ国（ドイツ空軍）
- 初飛行：1943年末
- 生産数：69機
- 運用開始：1945年

Ju 388とは第二次世界大戦末期にドイツ空軍で使われた爆撃機である。開発はユンカース社であり、同社の多用途機Ju 88の最終発展型であった。高高度において戦闘機を振り切る速度を出すことが可能で、Ju 88の目指した「戦闘機より速い爆撃機」というコンセプトがようやく実現できた機体である。だが本格的な量産体制に入る前に終戦を迎えた。Ar 234と並んで戦争末期でも生産が続けられた最後のドイツ軍爆撃機である。

## 開発経緯
Ju 88は偵察機型・雷撃機型・攻撃機型・夜間戦闘機型など各種発展型を出した傑作機だが、爆撃機としての性能には不満が残るものであった。ユンカース社は後継としてJu 288の開発を行ったが完成が遅れたため、Ju 88を改良したJu 188を中継ぎにする。
しかし結局Ju 288の開発は失敗し、そのため1943年9月にJu 188をさらに強化したJu 388の開発を決定する。大きな改良点は、与圧キャビンと排気タービン式過給機を備えて高高度性能を上げ、尾部に13mmMG131Z連装機銃FA銃塔を搭載することであった。
また、偵察機・夜間戦闘機でも新型を欲していたドイツ空軍は、Ju 388のバリエーションでこれらの機種を補うことを決める。3機種は同時に開発が進められ、夜間戦闘機型がJu 388 J、爆撃機型がJu 388 K、偵察機型がJu 388 Lと名付けられた。

## 生産
偵察機型は1943年末にプロトタイプが完成。試験飛行で良好な成績を残したため直ちに先行量産型のJu 388 L-0が作られ、試験飛行司令388で実用試験となった。その後も偵察機型はJu 388 L-3まで改良型が登場し、最終的に合計37機が生産されている。
夜間戦闘機型は1944年1月に出来上がる。レーダー手が乗るため乗員は1名増えて四座となり、胴体下部に20mmMG 151/20 機関砲2門と30mmMK 108 機関砲2門が追加されていた。しかしその後の開発は遅れ、量産型のJu 388 J-1が3機出来たところで終戦となる。当機はFA銃塔を撤去し、敵機を下方から攻撃できる斜め銃として20mmMG 151/20 機関砲を装備していた。なおJu 388 Jはシュトルテベッカー(Störtebeker)という通称があり、これはハンザ同盟と敵対していた14世紀の海賊の名だが、命名経緯は不明である。
爆撃機型も1944年1月に完成し、Ju 388 K-0は10機、Ju 388 K-1は5機生産される。最大で3t(通常2t)までの爆弾を搭載することが可能で、高度1万m以上の成層圏でも600km/h以上の速度を出すことが出来た。また飛行爆弾搭載型も計画され、これはJu 388 Mと名付けられる。

## 諸元
Ju 388 L-1のものを示す。
- 乗員：3名
- 全長：15.2 m
- 全幅：22.0 m
- 全高：4.3 m
- 翼面積：56.0 m2
- 通常重量：13,800 kg
- 最大重量：14,700 kg
- エンジン：BMW801TJ14気筒星型空冷エンジン × 2
  - 離昇出力：1,800 馬力
  - 通常出力：1,410 馬力(高度12,300mにおいて)
- 最高速度：
  - 通常：616 km/h (高度12,300mにおいて)
  - MW50使用時：655 km/h(高度9,000mにおいて)
- 航続距離：3000 km
- 上昇限度：13,400 m
- 上昇率：405 m/min(高度11,000mまで約30分)
- 武装：13mmMG131Z連装機銃搭載FA15銃塔基

## バリエーション
- Ju 388 J-1 - 夜間戦闘機タイプの量産型。20mmMG 151/20機関銃2門と30mmMK 108 機関砲2門があるが、尾部のFA銃塔はない。
- Ju 388 J-2 - 計画のみ。Ju 388 J-1の尾部にFA銃塔を搭載したもの。
- Ju 388 J-3 - 計画のみ。エンジンをJumo 213E-1に換装した型。
- Ju 388 J-4 - 計画のみ。50mm機関砲搭載型。
- Ju 388 K-0 - 爆撃機タイプの先行量産型。
- Ju 388 K-1 - 爆撃機タイプの量産型。
- Ju 388 L-0 - 偵察機タイプの先行量産型。Ju 88Sから改造する形で10機が生産される。FA銃塔は不調のため搭載されず、後方固定銃座として胴体下部に7.92mm機銃2門が追加されていた。
- Ju 388 L-1 - 偵察機タイプの量産型。着脱式燃料タンクが搭載可能。後方警戒レーダーとFA銃塔も装備された。胴体腹部に爆撃型と同じ膨らみがつけられている。
- Ju 388 L-1/b - Ju 388 L-1のキャビン後方に13mmMG 131 機関銃を追加したもの。
- Ju 388 L-3 - Ju 388 L-1のエンジンをMW50付きJumo 213E-1に換装した型。
- Ju 388 M - 計画のみ。飛行爆弾搭載型。